# Campeonato de fútbol de Dominica 2015-16
El Campeonato de fútbol de Dominica 2015-16 será la edición número 48 del Campeonato de fútbol de Dominica.

## Formato
Los ocho equipos participantes jugarán entre sí todos contra todos dos veces totalizando 14 partidos cada uno, al término de las 14 jornadas el club con el mayor puntaje se proclamará campeón y junto al subcampeón, de cumplir con los requisitos establecidos, podrá participar en el Campeonato de Clubes de la CFU 2017, por otro lado el último clasificado descenderá a la Primera División de Dominica.

## Equipos participantes
| Pos.   | Equipo                    |
| ------ | ------------------------- |
| 1      | Exodus                    |
| 2      | Sagicor South East United |
| 3      | Scotia Bank Bath Estate   |
| 4      | Dublanc Strikers          |
| 5      | Northern Bombers          |
| 6      | Harlem United             |
| 7      | Aicons                    |
| 1 (SD) | Signman Middleham United  |

### Ascensos y descensos
| Pos. | Ascendidos de Primera División 2014-15 |
| ---- | -------------------------------------- |
| 1    | Signman Middleham United               |

| Pos. | Descendidos de Campeonato 2014-15 |
| ---- | --------------------------------- |
| 8    | Mahaut Soca Strikers              |

## Tabla de posiciones
Actualizado el 13 de octubre de 2016.
| Pos. | Equipo                    | PJ | PG | PE | PP | GF | GC | DG  | Pts. | Clasificado a                                 |
| ---- | ------------------------- | -- | -- | -- | -- | -- | -- | --- | ---- | --------------------------------------------- |
| 1    | Dublanc Strikers          | 14 | 12 | 0  | 2  | 30 | 12 | +18 | 36   | Campeón y Campeonato de Clubes de la CFU 2017 |
| 2    | Scotia Bank Bath Estate   | 14 | 10 | 2  | 2  | 41 | 16 | +25 | 32   | Campeonato de Clubes de la CFU 2017           |
| 3    | Harlem United             | 14 | 8  | 3  | 3  | 36 | 13 | +23 | 27   |                                               |
| 4    | Exodus                    | 14 | 7  | 4  | 3  | 32 | 20 | +12 | 25   |                                               |
| 5    | Sagicor South East United | 14 | 6  | 1  | 7  | 20 | 23 | -3  | 19   |                                               |
| 6    | Northern Bombers          | 14 | 3  | 1  | 10 | 19 | 33 | -14 | 10   |                                               |
| 7    | Signman Middleham United  | 14 | 2  | 3  | 9  | 15 | 33 | -18 | 9    |                                               |
| 8    | Aicons                    | 14 | 1  | 0  | 13 | 7  | 50 | -43 | 3    | Primera División 2016-17                      |